# 613-as tervszámú tengeralattjáró
A 613-as tervszámú tengeralattjáró (NATO-kódja: Whiskey osztály) a Szovjetunióban 1951–1957 között épített dízel-elektromos tengeralattjáró-sorozat. A legnagyobb példányszámban gyártott szovjet tengeralattjáró, melyből 215 darabot építettek. Több példányát exportálták és Kínában licenc alapján gyártották is. Továbbfejlesztett változata a 633-as tervszámú tengeralattjáró (Romeo osztály), a robotrepülőgéppel felszerelt változatait pedig a 651-es tervszámú tengeralattjárók (Juliett osztály) váltották le.

## Története
A 613-as tervszámú tengeralattjáró előzményei az 1940-es évek elejéig nyúlnak vissza. Az 1930-as, 1940-es években készített Scsuka típusú dízel-elektromos tengeralattjárók leváltására 1942-ben kezdték el a tervezőmunkát a leningrádi CKB–18 tervezőirodában (ma: Rubin tervezőiroda). A fejlesztőmunkát Nyikolaj Peregudov főkonstruktőr irányította. A tervezés során a projekt a 608-as tervszámot kapta. A tervezőiroda 770–800 tonna vízkiszorítású hajóval számolt, míg a katonai vezetés elképzelései legfeljebb 640–660 tonnás tengeralattjáróra vonatkoztak. A CKB–18-nál folyó munkával párhuzamosan a 194. sz. gyár tervezőirodája elkészítette a 608-as tervezet változatát, mely a 608–1 jelzést kapta. 1944-ben mindkét tervet bemutatták a Hajóépítési Csoportfőnökségnek, ám az egyiket sem támogatta az elégtelen tervezett hatósugár és fegyverzet miatt.
1944 nyarán szovjet kézbe került egy VIIC típusú német tengeralattjáró. Az U–250 1944. július 30-án süllyedt el a Finn-öbölben. A 27 m mélyen fekvő hajót 1944 októberében kiemelték és Kronstadt kikötőjébe vontatták. A szovjet flotta főparancsnoka, Nyikolaj Kuznyecov 1945. januári utasítására abbahagyták a 608-as tervszámú hajók fejlesztését, helyette a zsákmányolt német tengeralattjáró alapján elkezdték a 613-as tervszámú hajó tervezését, az eredeti német hajóknál azonban nagyobb, 770–800 tonna vízkiszorítással.

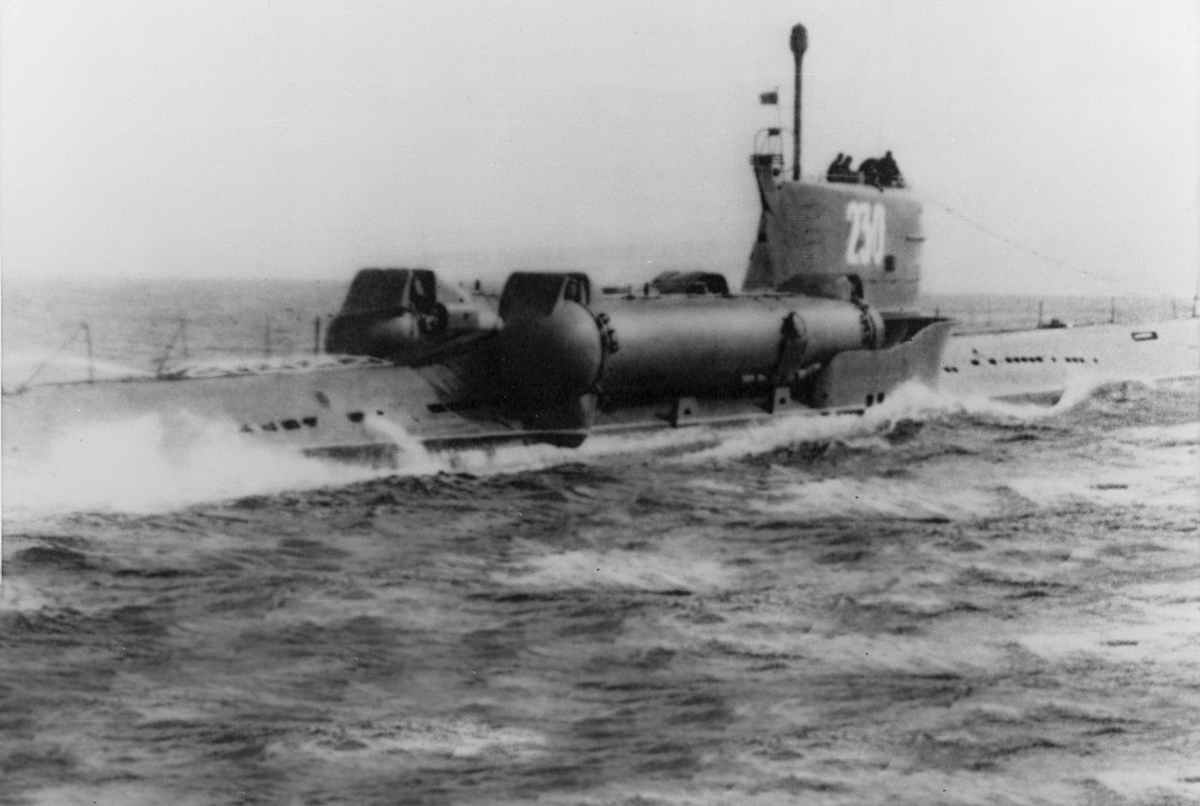
A két darab robotrepülőgép-indító konténerrel ellátott 644-es típus

A háború után a Szovjetunió birtokába került egy Danzigban elkezdett, de befejezetlen XXI típusú német tengeralattjáró, majd 1946-ban a Szovjetunió három darab, Nagy-Britannia által zsákmányolt XXI típusú hajót kapott. A B–27, B–28, B–29 és B–30 hadrendi jelzéssel szolgálatba állított tengeralattjárókkal végzett tengeri próbák és tanulmányozásuk után 1946 augusztusától teljesen átdolgozták a 613-as hajó terveit, melyek 1948 augusztusára készültek el.

A 613-as tervszámú tengeralattjáró jellegrajza

Gyártásuk 1950-ben kezdődött a Szovjetunió több hajógyárában. Összesen 215 darabot építettek. Ebből 115 darabot a gorkiji 112. sz. Krasznoje Szormovo gyárban, 76 darabot a nyikolajevi 444. sz., Noszenko nevét viselő hajógyárban, 18 darabot a leningrádi 189. sz., Ordzsonikidze nevét viselő Balti Hajógyárban, hét darabot a komszomolszki 199. sz. Lenini Komszomol hajógyárban. A hajók építését 1957-ben fejezték be. A gyártás nagyon intenzív volt, 1950–1957 között a szovjet flotta átlagosan ötnaponta kapott egy 613-as típusú hajót.
Több példányát exportálták. Indonézia 13, Egyiptom nyolc, Észak-Korea négy vagy öt, Lengyelország és Albánia négy, Szíria három, Bulgária két darabot vásárolt. 1957-től az eredeti szovjet tervek alapján Kínában 21 darabot építettek.
A gyártás alatt a terveket többször módosították, és az alapváltozatú 613-as hajó több speciális kialakítású típusnak szolgált alapjául. A Szovjetunióban 12 példányát átépítették rakétahordozóvá. Hat darabot két P–5 robotrepülőgépekhez szállító-indító konténerrel láttak el, ezek a 644 tervszámot kapták, a másik hat darab, négy P–5 indítóval ellátott változat a 665-ös tervszámot kapta. Az osztály 27 további tengeralattjáróját 633V tervszám alatt modernizálták, ezeknél 45 napra növelték a bevetési időt és modernizálták a hajók elektromos rendszereit. 1961-től négy egységet MR-200 típusú rádiólokátorral szereltek fel, ezek a 640-es tervszámot kapták. Néhány példányt kísérleti célból építettek át. A Szovjetunióban a 613-as osztály egységeinek többségét az 1970-es évek végére kivonták a szolgálatból. Kínában az 1990-es évekig szolgálatban maradtak.

## Típusváltozatok
- 613V – 45 naposra növelt üzemidejű változat, 27 példányt építettek belőle.
- 613M – Új fegyverrendszerek próbáihoz átalakított változat.
- 613C – Az SZ–384 hadrendi jelzésű hajó új fegyverrendszerek kísérleteihez átépítve.
- 613E Katran – Az SZ–273 hadrendi számú kísérleti tengeralattjáró. 1980–1986 között építették át új hajtási rendszerek kísérleteihez.
- 640 – Távolfelderítő rádiólokátorral felszerelt változat. A torony mellé MR–200 Kaszatka típusú radarberendezést építettek. Összesen négy egységet alakítottak át. NATO-kódneve: Whiskey Canvas Bag.
- P–623 – A hajók elleni P–5 robotrepülőgépek kísérleteihez átalakított változat.
- 644 – Két darab P–5 robotrepülőgéppel ellátott változat. NATO-kódneve: Whiskey Twin Cylinder. Ezek voltak a Szovjet Haditengerészet első kísérleti rakétahordozó tengeralattjárói. A robotrepülőgépeket a torony mögött elhelyezett konténerből, vízfelszínről lehetett indítani.[1]
- 665 – A 644-es tervszámú hajó továbbfejlesztett változata, négy P–5 robotrepülőgép szállító-indító konténerrel felszerelve. NATO-kódneve: Whiskey Long Bin.
- 613–A – A víz alól indítható P–70 Ametyiszt haditengerészeti robotrepülőgép kísérleteihez átépített változat.
- 613P–120 – A P–120 Malahit haditengerészeti robotrepülőgép kísérleteihez átépített változat.
- V613 – Az SZ–229 hadrendi számú hajó, melyet a tengeri indítású, folyékony hajtóanyagú R–11FM ballisztikus rakéta tesztjeihez alakítottak át.
- 613D4 – Az R–21 ballisztikus rakéta tengeri indítási próbáihoz átalakított változat.
- 613D5 – Az R–27 ballisztikus rakéta tengeri indítási próbáihoz átalakított változat.
- 613D7 – A D–7 ballisztikus rakéta kísérleteihez átalakított változat.
- 613RV – Rakétatorpedók tesztjeihez átalakított változat.
- 613SZ – Tengeri mentőrendszerek tesztjeihez átépített változat. Egy példányt, az SZ–43 hadrendi jelzésű egységet alakították át erre a célra.

További két egységet, az SZ–148 és az SZ–227 hadrendi számú hajókat víz alatti biológiai kísérleti laboratóriummá alakították át. Előbbi a Szeverjanka, utóbbi a Szlavjanka nevet kapta.

## Balesetek
- Az SZ–117 hadrendi számú tengeralattjáró ismeretlen okból elsüllyedt a Japán-tengeren. Az egység teljes személyzete, 47 fő életét vesztette.
- Az SZ–80 hadrendi számú, 644-es tervszámú egység 1961. január 26-án elsüllyedt a Barents-tengeren. A periszkópmélységben haladó tengeralattjáró légperiszkópjának szelepe (snorkel) eljegesedett, ezért merülésnél víz jutott a dízelmotorba. A hajó teljes személyzete életét vesztette.
- A szolgálatból kivont, SZ–194 hadrendi számú egység 2007. február 5-én múzeumba vontatás közben a dán partoknál lesüllyedt.